# ریکانیانسبور
ریکانیانسبور (به لاتین: Reykjanesbær) یک منطقهٔ مسکونی در ایسلند است که در ایسلند واقع شده‌است. ریکانیانسبور ۱۸٬۹۲۰ نفر جمعیت دارد.

## خواهرخوانده
شهرهای کریستیان‌ساند، برایتون، Hjørring، کراوا، Miðvágur، اورلندو، فلوریدا، ترولهتان، بخش ترولهتتان، Hjørring Municipality و Vága Municipality خواهرخوانده‌های ریکانیانسبور هستند.

## نگارخانه

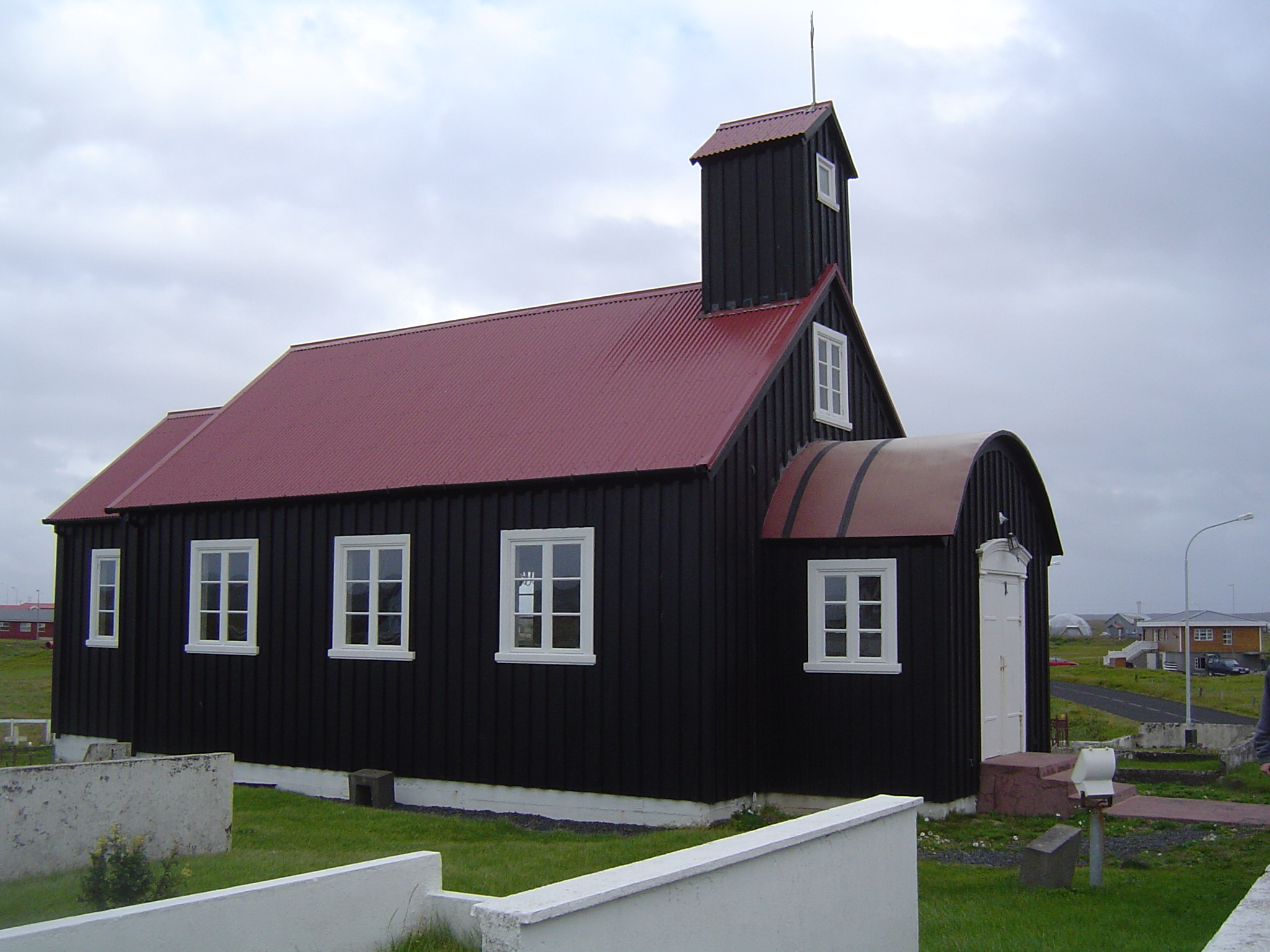
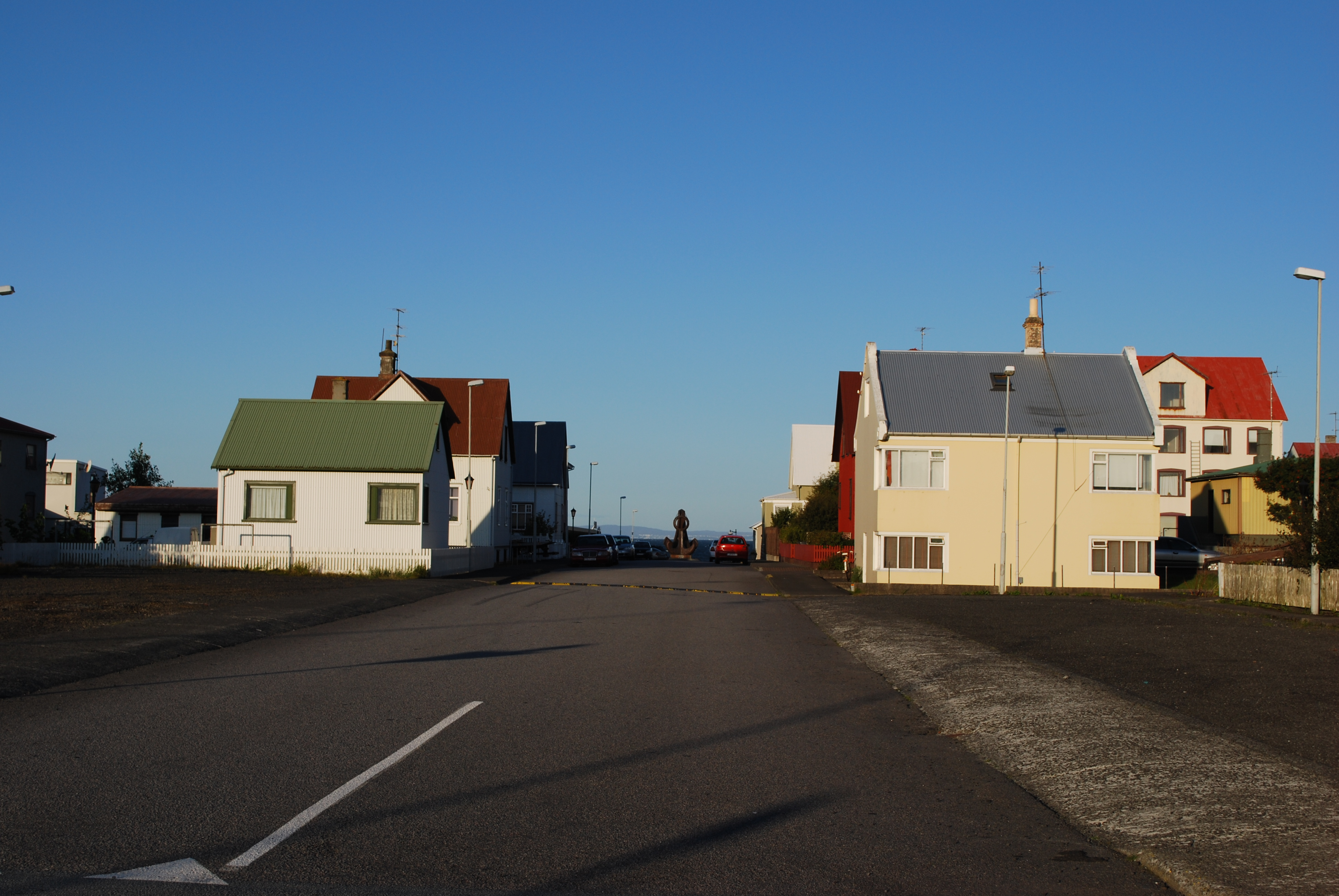
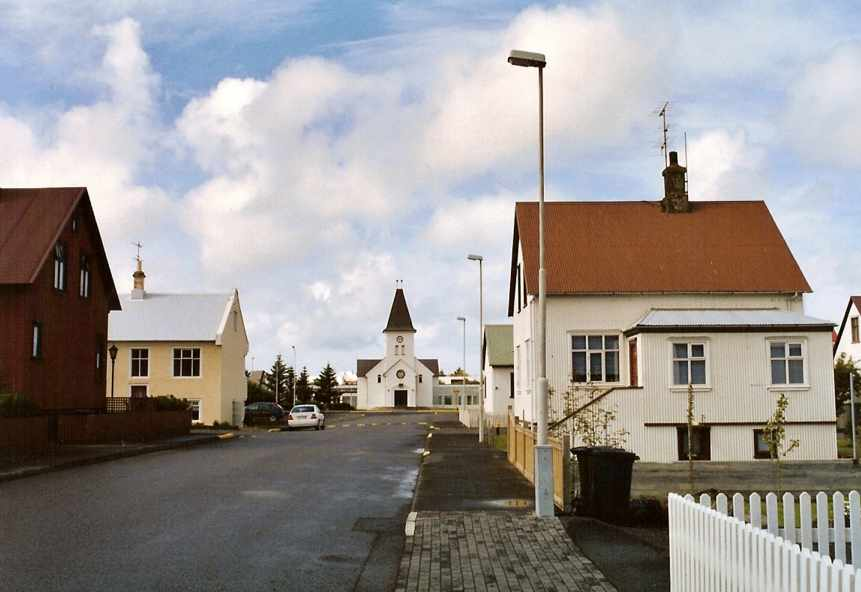
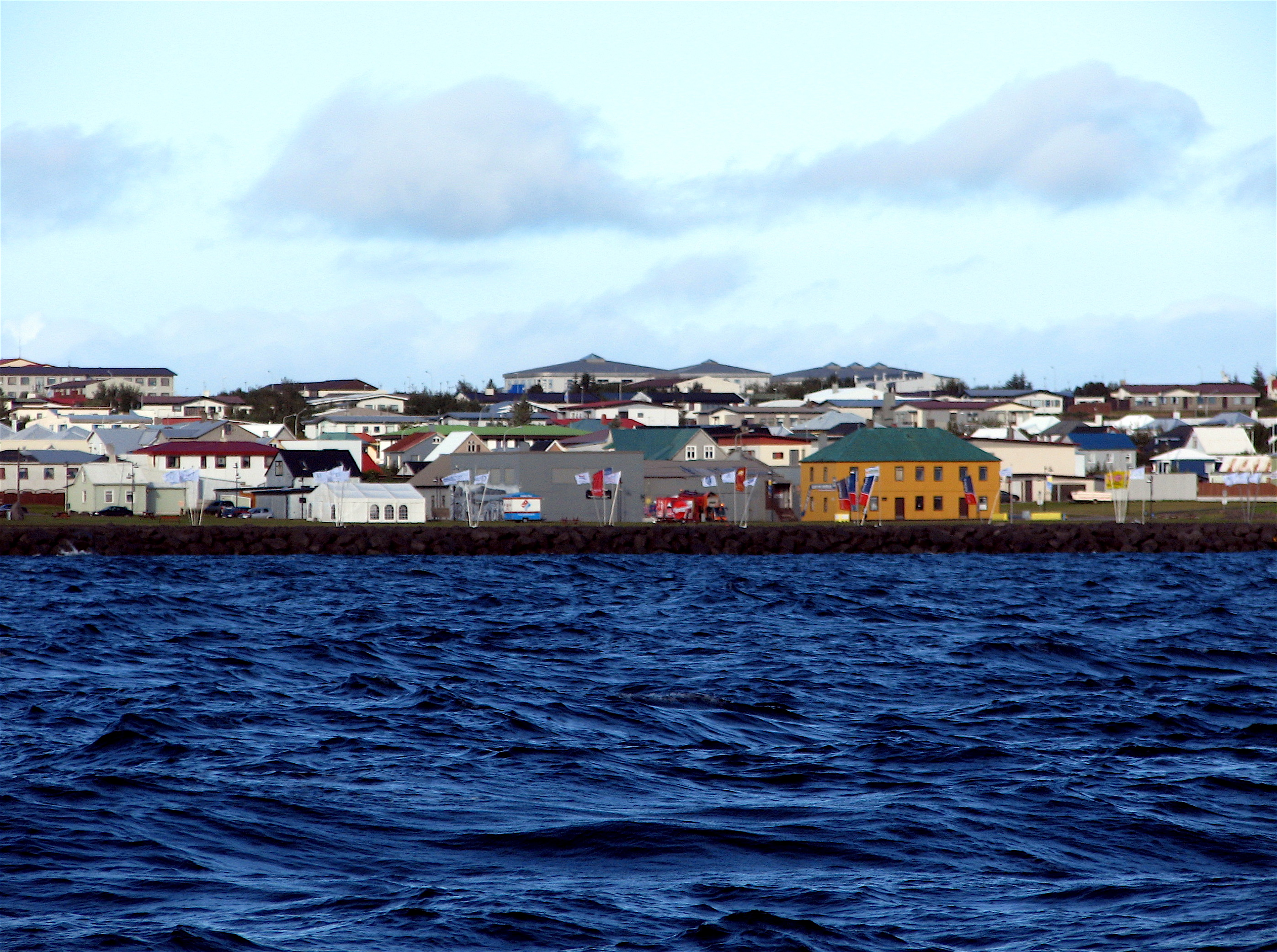
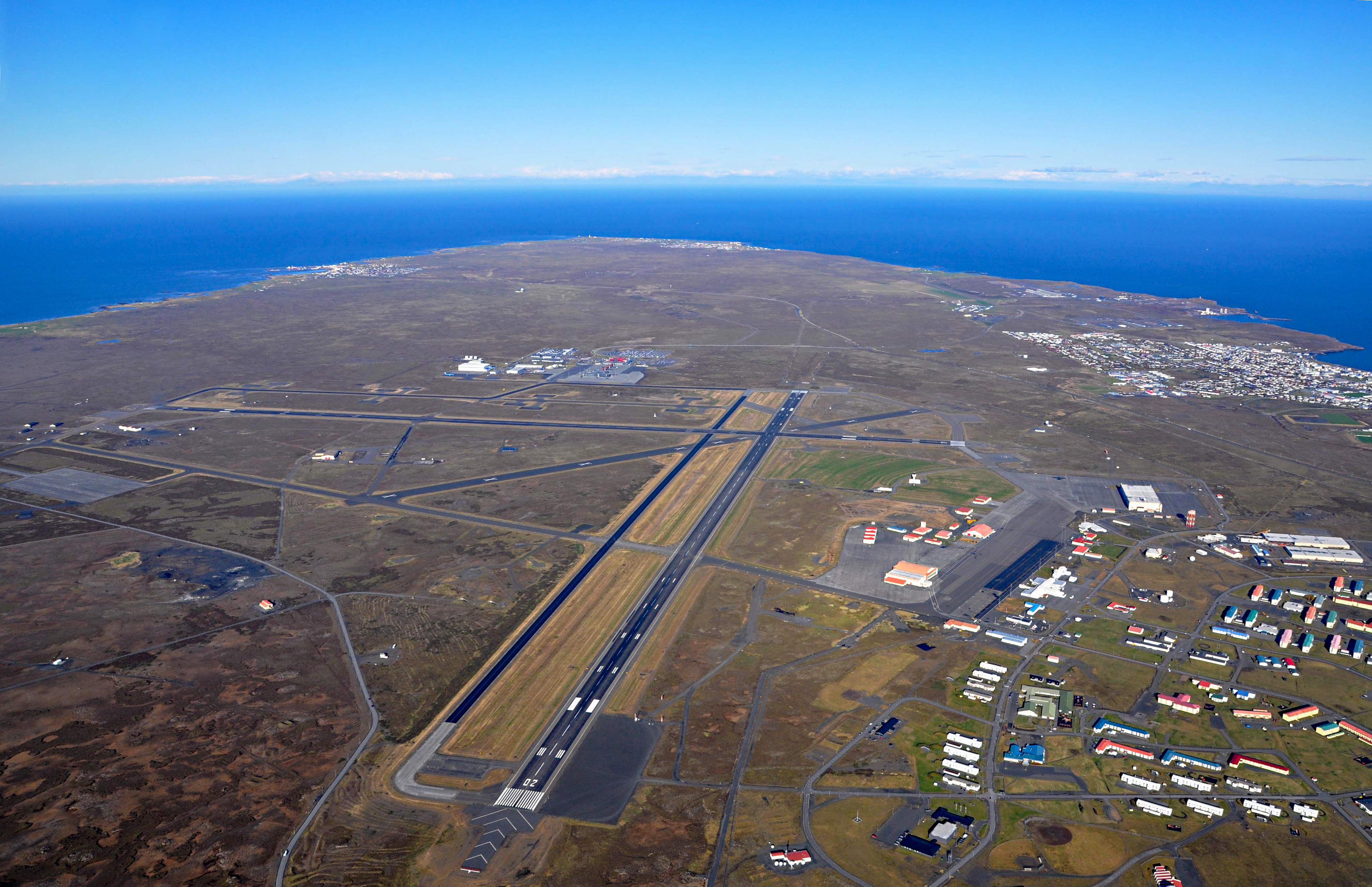